# 馬鞍山嶼
馬鞍山嶼，為台灣澎湖縣望安鄉的一個島嶼，面積約0.0598平方公里，是望安島周圍最大的無人島。島嶼位於望安島西北側鴛鴦窟的東方約500公尺處，日治時期時該島曾被用來埋葬痲瘋病身亡者。最高處約高22公尺。